# زاغه طاسبندی
زاغه طاسبندی، روستایی از توابع بخش جوکار شهرستان ملایر در استان همدان ایران است.

## جمعیت
این روستا در دهستان ترک غربی قرار دارد و براساس سرشماری مرکز آمار ایران در سال ۱۳۹۵، جمعیت ۲۲ نفر و تعداد خانوار آن ۶ خانوار بوده‌است.